# 大炊御門良宗
大炊御門 良宗（おおいのみかど よしむね）は、鎌倉時代中期から後期にかけての公卿。太政大臣・大炊御門信嗣の長男。大炊御門と号す。官位は正二位・大納言。大炊御門家8代当主。

近衛大将と大臣に任ぜられることなく父信嗣に先立って薨じてしまった。

## 経歴
以下、『公卿補任』と『尊卑分脈』の内容に従って記述する。
- 文永5年（1268年）1月29日、従五位下に叙される。
- 文永7年（1270年）2月1日、従五位上に昇叙。
- 文永8年（1271年）10月15日、正五位下に昇叙。
- 文永10年（1273年）3月25日、土佐権介を兼ねる。同年4月12日、左少将に任ぜられる。
- 文永11年（1274年）1月5日、従四位下に昇叙され、同月7日、少将は元の如し。
- 建治元年（1275年）10月8日、従四位上に昇叙。
- 建治2年（1276年）12月20日、正四位下に昇叙。
- 建治3年（1277年）1月29日、陸奥権介を兼ねる。同年4月11日には禁色を許される。
- 弘安元年（1278年）4月19日、従三位に叙される。同月21日、中将は元の如し。
- 弘安2年（1279年）1月24日、美濃権守を兼ねる。同年3月2日には正三位に昇叙。
- 弘安9年（1286年）9月2日、権中納言に任ぜられる。
- 正応元年（1288年）、従二位に昇叙か。
- 正応2年（1289年）12月22日、正二位に昇叙。
- 正応3年（1290年）6月8日、中納言に転正。同年12月25日には権大納言に昇進。
- 乾元元年（1302年）11月22日、大納言に転正。
- 嘉元元年（1303年）9月24日、後二条天皇中宮徳大寺忻子の中宮大夫を兼ねる。
- 嘉元3年（1305年）12月30日、息男冬氏を中宮権大夫に任じるため中宮大夫を辞す。
- 徳治2年（1307年）8月23日、薨去。

## 系譜
- 父：大炊御門信嗣
- 母：頼俊朝臣の娘
- 妻：北条朝氏の娘
  - 男子：大炊御門冬氏